# Michal Kadlec
Michal Kadlec (født 13. december 1984 i Vyškov, Tjekkoslovakiet) er en tjekkisk fodboldspiller, der spiller som venstre back hos Sparta Prag i hjemlandet. Han har tidligere spillet for blandt andet Fenerbahce og Bayer Leverkusen. Han er søn af den tidligere tjekkiske landsholdsspiller Miroslav Kadlec.

## Landshold
Kadlec står (pr. april 2018) noteret for 67 kampe og otte scoringer for Tjekkiets landshold, som han debuterede for den 17. november 2007 i et opgør mod Slovakiet. Han var efterfølgende en del af den tjekkiske trup til EM i 2008.

## Titler
Tjekkisk mester
- 2005 og 2007 med Sparta Prag

Tjekkisk pokalvinder
- 2006 og 2007 med Sparta Prag